# Морена
Море́на (Моренные отложения; от нем. Moräne, фр. Moraine) — геологические отложения (от валунов до суглинков и глин), накопленные глетчерным льдом.
Тип ледниковых отложений, созданный непосредственно ледником. Представляет собой неоднородную смесь обломочного материала — от гигантских глыб (имеющих до нескольких сотен метров в поперечнике), до глинистого материала, образованного в результате перетирания обломков при движении ледника.

## Термин и описание
Мореной называют:

Обломки горных пород накапливаются перед краем ледника, формируя конечную морену (край ледника Терскей Ала-Тоо)

- ледниковые отложения, перемещаемые ледником в настоящий момент;
- уже отложенные осадки (древнее и современное оледенение).

Поэтому при классификации морен выделяют движущиеся и отложенные. Последние ряд исследователей называют тиллитом или тиллом (от англ. till — валунная глина).
По способу формирования морены подразделяются на:
- Основные (донные) морены — обломки пород, переносимые внутри ледникового покрова и в его основании. После таяния и высвобождения из-подо льда донные морены образуют обширный и довольно ровный слой моренных накоплений.
- Боковые морены.
- Центральные морены — образуются в результате слияния ледников.
- Конечные морены — образование поперечной насыпи обломков на участке максимального распространения ледника. Часто являются естественной причиной образования водоёмов ледникового происхождения.

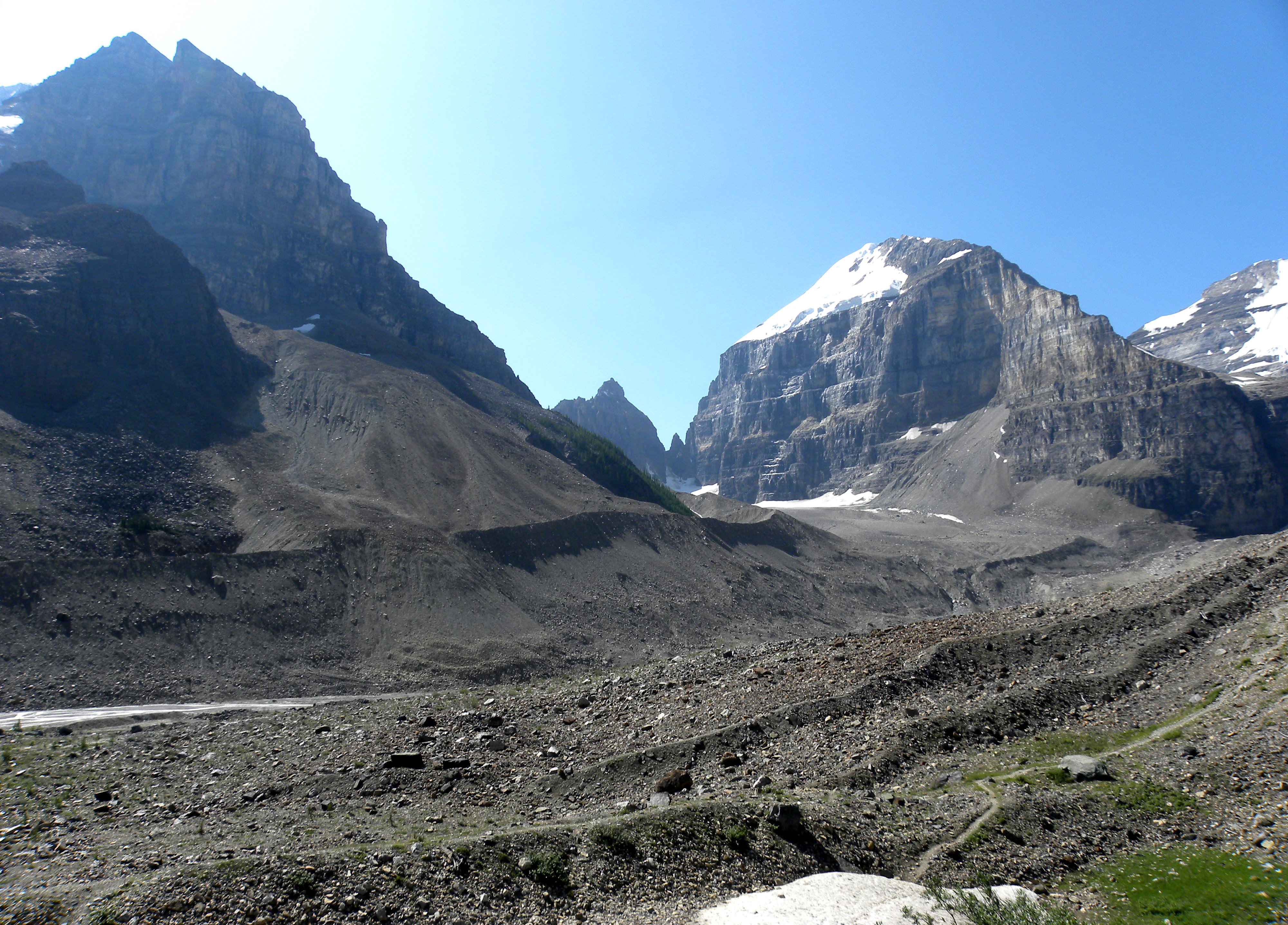
Боковые и донные морены

Некоторые морены движутся у поверхности льда. К ним относятся боковые морены, формирующиеся по краям ледника, и срединные морены, образующиеся при слиянии двух боковых. Другие морены переносятся в основании ледникового покрова. При движении льда они разбиваются, трутся о ложе и шлифуются. Твёрдые породы, такие как гранит, погружаются в песок, а мягкие (например, сланцы) растираются в тонкую глину. Валунная глина часто откладывается на горизонтальных покровах.
Крупные валуны могут переноситься ледником на многие километры, оставаясь при этом целыми. На новом месте они выглядят инородными телами, нередко покоясь на других породах, и поэтому называются эрратическими (буквально, неустойчивыми).
Продолговатые глинистые холмы называют друмлинами. Они сложены массами валунной глины, которым придаёт форму и сглаживает проносящийся над ними лёд. Друмлины Северной Ирландии — одни из самых больших в мире: длина некоторых из них превышает 1,5 км при высоте 60 м.

## История
Термин «морена» впервые был применён для обозначения гряд и холмов, сложенных валунами и мелкозёмом и встречающихся у концов ледников во Французских Альпах. В составе основных морен преобладает материал отложенных морен, а их поверхность представляет собой пересечённую равнину с небольшими холмами и грядами разных форм и размеров и с многочисленными небольшими котловинами, заполненными озёрами и болотами. Мощность основных морен варьируется в больших пределах в зависимости от объёма принесённого льдом материала.
Древние морены образуют горизонты микститов, характерные для чехлов платформ, и называются древними моренами или тиллитами.

## Распространение

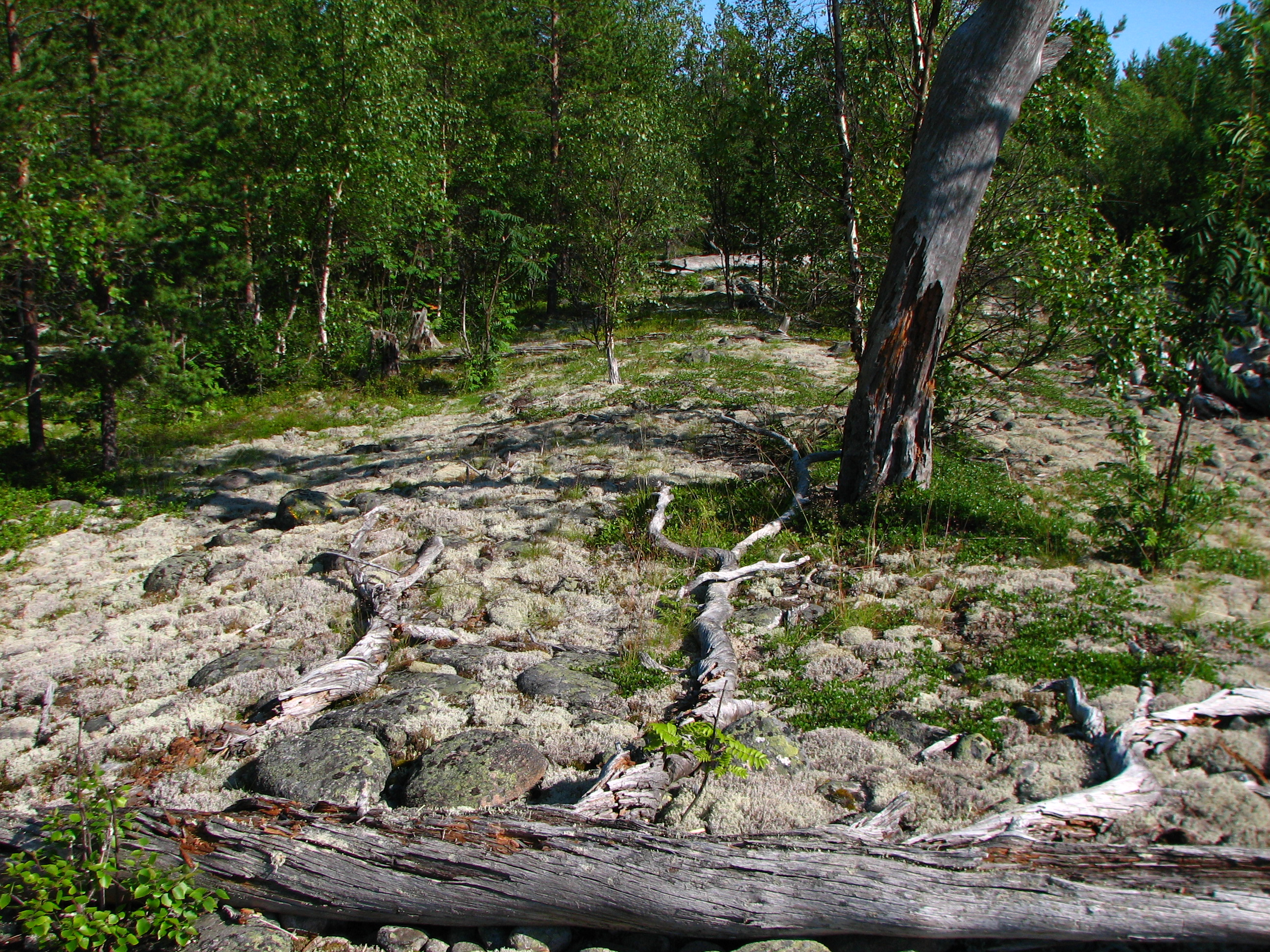
Обнажение морены на Большом Соловецком острове

Основные морены занимают обширные площади бывшего покровного оледенения: в США, Канаде, на Британских островах, в Польше, Финляндии, северной Германии и России. Для окрестностей Понтиака (штат Мичиган) и Уотерлу (штат Висконсин) характерны ландшафты основной морены. Тысячи небольших озёр усеивают поверхность основных морен в Манитобе и Онтарио (Канада), Миннесоте (США), Финляндии и Польше.
Отложения часто скапливаются у фронта (языка) ледника и образуют грядовые, или конечные, морены. Они возникают в зонах абляции — областях, где край ледника со временем тает. Таким образом конечные морены отмечают границы последнего, или самого дальнего продвижения льда. Конечные морены образуют мощные широкие пояса вдоль края покровного ледника. Они представлены грядами или более или менее изолированными холмами мощностью до нескольких десятков метров, шириной до нескольких километров и, в большинстве случаев, длиной во много километров. Часто край покровного ледника не был ровным, а разделялся на довольно чётко обособленные лопасти. Положение края ледника реконструируется по конечным моренам. Многие исследователи считают, что во время отложения этих морен край ледника длительное время находился в слабо подвижном (стационарном) состоянии. При этом формировалась не одна гряда, а целый комплекс гряд, холмов и котловин, который заметно возвышается над поверхностью сопредельных основных морен. В большинстве случаев конечные морены, входящие в состав комплекса, свидетельствуют о неоднократных небольших подвижках края ледника.